# Episodi di Thunderstone (prima stagione)
La prima stagione della serie televisiva Thunderstone è stata trasmessa in anteprima in Australia dalla Network Ten tra il 12 febbraio 1999 e il 6 agosto 1999.
| nº | Titolo originale                | Titolo italiano | Prima TV Australia | Prima TV Italia |
| -- | ------------------------------- | --------------- | ------------------ | --------------- |
| 1  | The Comet Nemesis               |                 | 12 febbraio 1999   |                 |
| 2  | Tao's Secret Weapon             |                 | 19 febbraio 1999   |                 |
| 3  | Twin Brothers                   |                 | 26 febbraio 1999   |                 |
| 4  | Escape from the Hollow Mountain |                 | 5 marzo 1999       |                 |
| 5  | Trapped                         |                 | 12 marzo 1999      |                 |
| 6  | The Lion                        |                 | 19 marzo 1999      |                 |
| 7  | Moshi, the Horse                |                 | 26 marzo 1999      |                 |
| 8  | The Secret Entrance             |                 | 2 aprile 1999      |                 |
| 9  | Sabotage                        |                 | 9 aprile 1999      |                 |
| 10 | Aliens on the Farm              |                 | 16 aprile 1999     |                 |
| 11 | Friends in the Past             |                 | 23 aprile 1999     |                 |
| 12 | Escape from the Protectors      |                 | 30 aprile 1999     |                 |
| 13 | The Electro-Net                 |                 | 7 maggio 1999      |                 |
| 14 | Tao's Force                     |                 | 14 maggio 1999     |                 |
| 15 | The Weapon                      |                 | 21 maggio 1999     |                 |
| 16 | Meeting with the Shadow Master  |                 | 28 maggio 1999     |                 |
| 17 | Lies and Secrets                |                 | 4 giugno 1999      |                 |
| 18 | The Silver Wings                |                 | 11 giugno 1999     |                 |
| 19 | Tao's New Weapon                |                 | 18 giugno 1999     |                 |
| 20 | The Serum                       |                 | 25 giugno 1999     |                 |
| 21 | Rats in North Col               |                 | 2 luglio 1999      |                 |
| 22 | The Tribunal                    |                 | 9 luglio 1999      |                 |
| 23 | Future Visions                  |                 | 16 luglio 1999     |                 |
| 24 | The Hearing                     |                 | 23 luglio 1999     |                 |
| 25 | The Evacuation                  |                 | 30 luglio 1999     |                 |
| 26 | Finally Free Again              |                 | 6 agosto 1999      |                 |